# Turbinicarpus pseudopectinatus

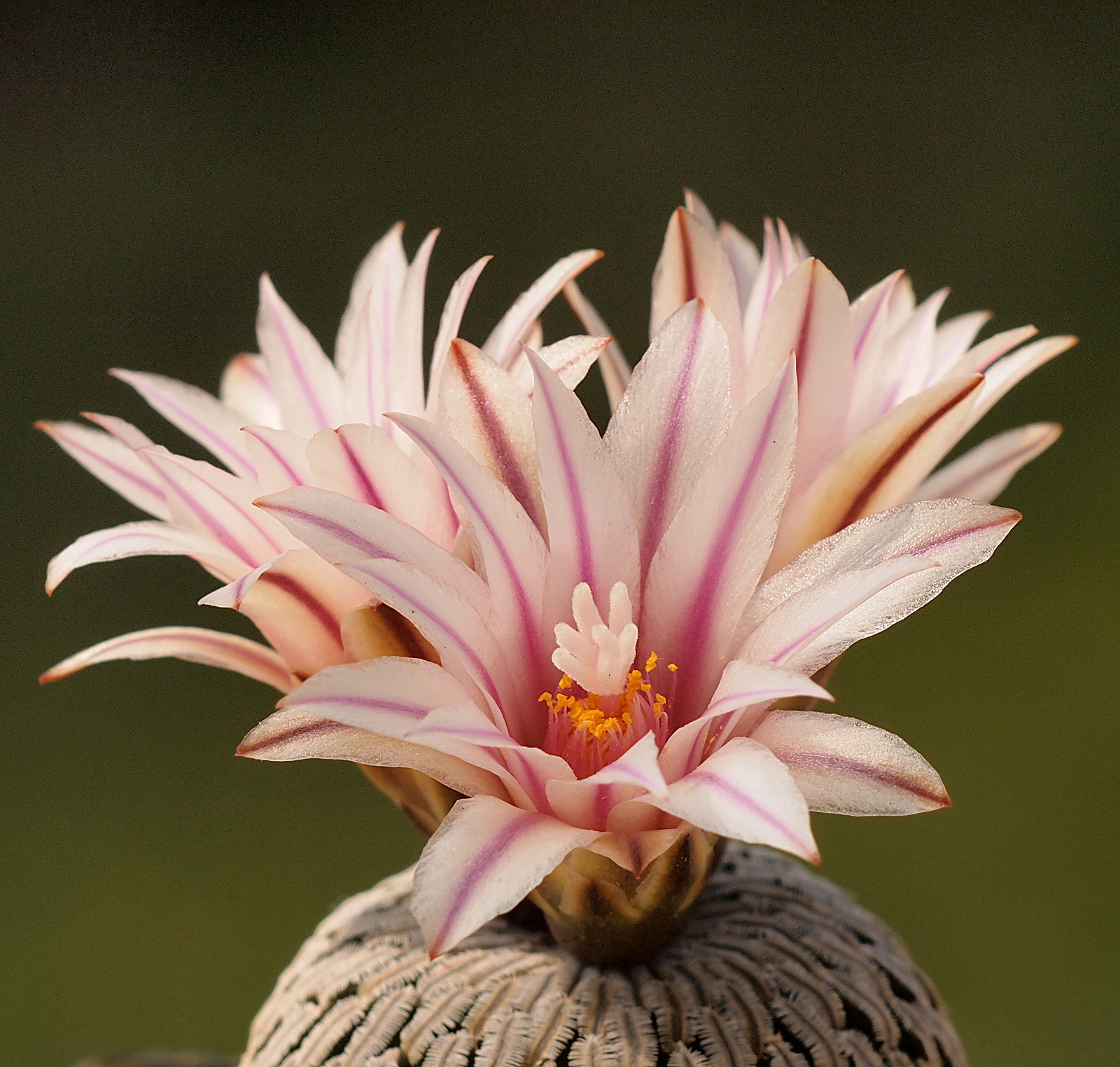
Blüte

Turbinicarpus pseudopectinatus ist eine Pflanzenart in der Gattung Turbinicarpus aus der Familie der Kakteengewächse (Cactaceae). Das Artepitheton pseudopectinatus leitet sich vom griechischen Wort pseudo für ‚falsch‘ und der Ähnlichkeit mit der Art Echinocereus pectinatus.

## Beschreibung
Turbinicarpus pseudopectinatus wächst einzeln mit bläulich grünen, niedergedrückt kugelförmigen Körpern und hat eine fleischige Pfahlwurzel. Die durch die dichte Bedornung weiß erscheinenden Körper erreichen Wuchshöhen von 2 bis 3 Zentimetern und Durchmesser von 2 bis 3,5 Zentimeter. Ihre Höcker sind vertikal verlängert und 3 Millimeter hoch. Ein Mitteldorn ist nicht vorhanden. Die etwa 50 geraden Randdornen sind kammförmig angeordnet und einen Millimeter lang.
Die Blüten sind entweder weiß mit einem rötlichen oder magentafarbenen Mittelstreifen oder selten tiefrosa. Sie weisen Durchmesser von 1,8 bis 2,6 Zentimetern auf. Die grünlichen, dunklen Früchte sind annähernd kugelförmig und 7 bis 8 Millimeter lang.

## Systematik, Verbreitung und Gefährdung
Turbinicarpus pseudopectinatus ist in den mexikanischen Bundesstaaten Nuevo León, San Luis Potosí und Tamaulipas in Grasland und Kiefern-Wacholder-Waldland verbreitet.
Die Erstbeschreibung als Pelecyphora pseudopectinata erfolgte 1935 durch Curt Backeberg. Charles Edward Glass und Robert Alan Foster stellten die Art 1977 in die Gattung Turbinicarpus. Weitere nomenklatorische Synonyme sind Mammillaria pseudopectinata (Backeb.) H.P.Kelsey & Dayton (1942), Normanbokea pseudopectinata (Backeb.) Kladiwa & Buxb. (1969), Thelocactus pseudopectinatus (Backeb.) E.F.Anderson & Boke (1969), Neolloydia pseudopectinata (Backeb.) E.F.Anderson (1986) und Pediocactus pseudopectinatus (Backeb.) Halda (1998).
Turbinicarpus pseudopectinatus wird in Anhang I des Washingtoner Artenschutz-Übereinkommen geführt. In der Roten Liste gefährdeter Arten der IUCN von 2002 wurde sie als „Vulnerable (VU)“, d. h. als gefährdet eingestuft. Im Jahr 2013 wird die Art als „Least Concern (LC)“, d. h. nicht gefährdet geführt.

## Nachweise